# Erythrina schliebenii
Erythrina schliebenii là một loài rau đậu thuộc họ Fabaceae. Loài này chỉ có ở Tanzania.

## Hình ảnh

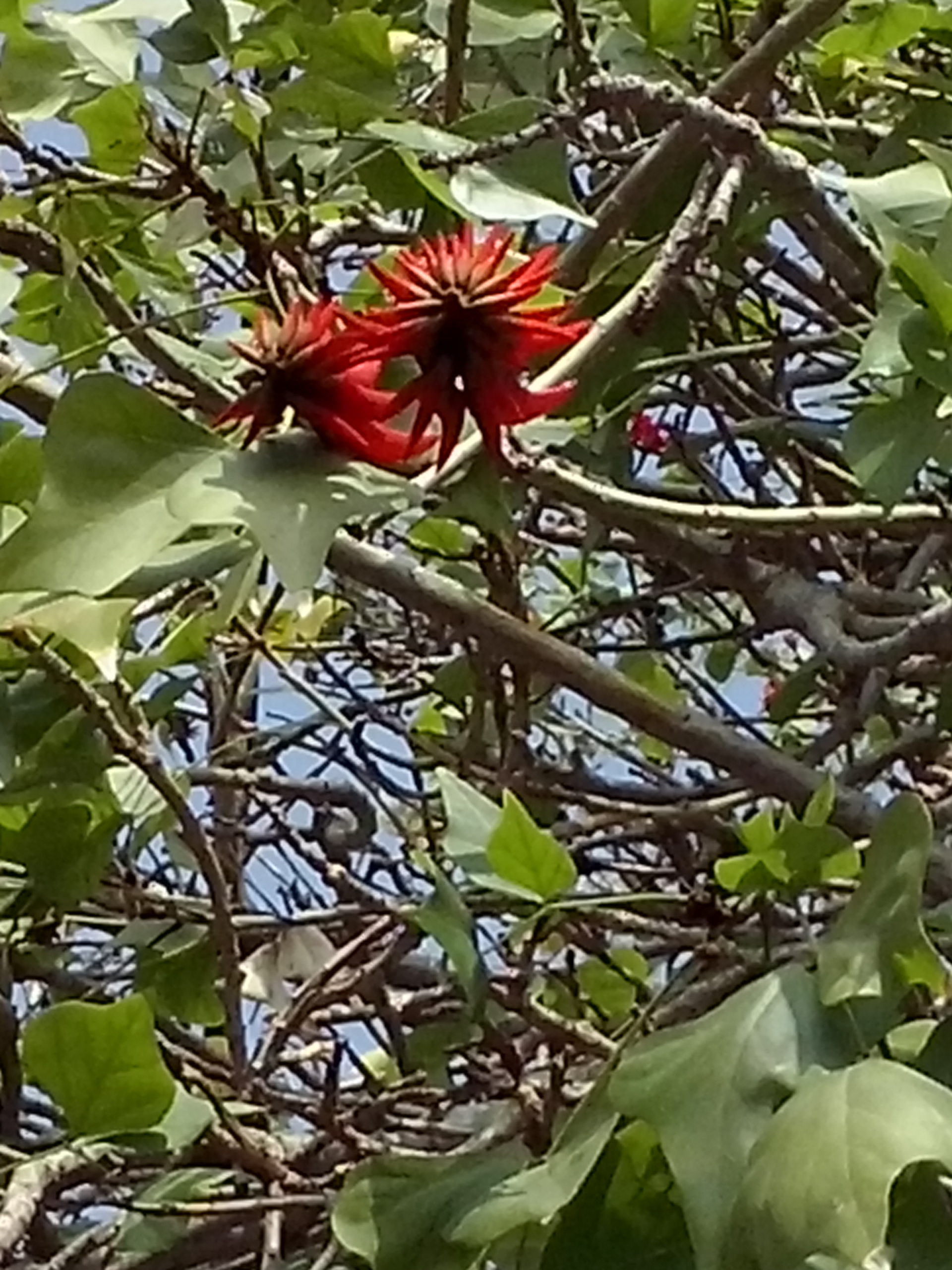
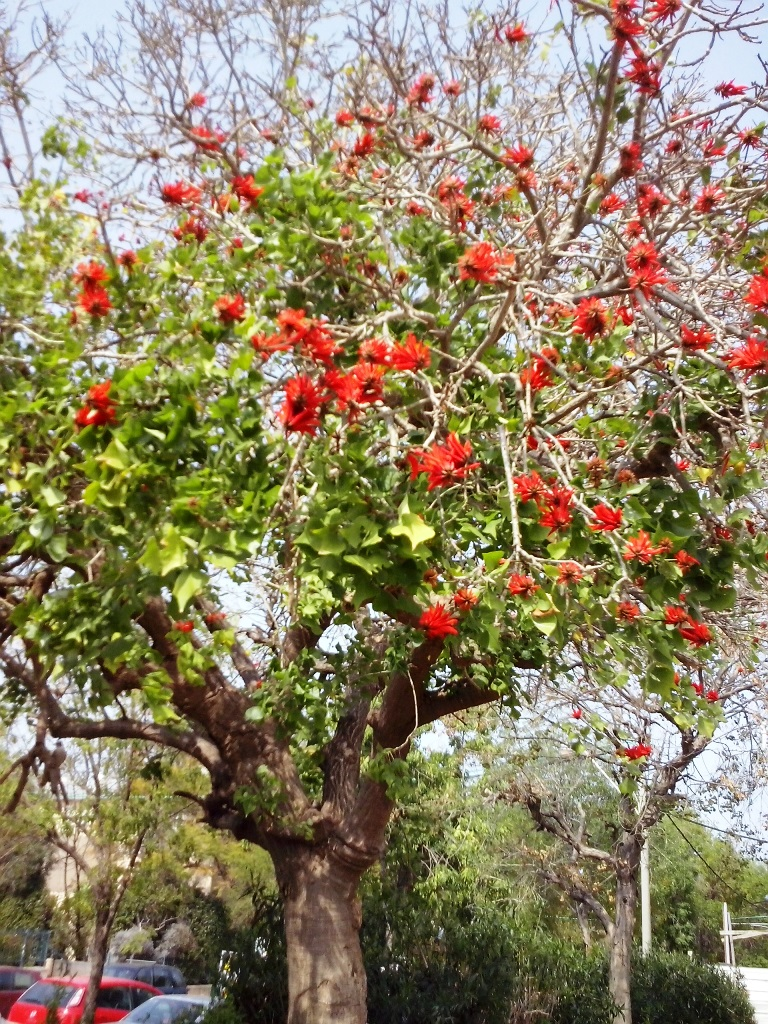
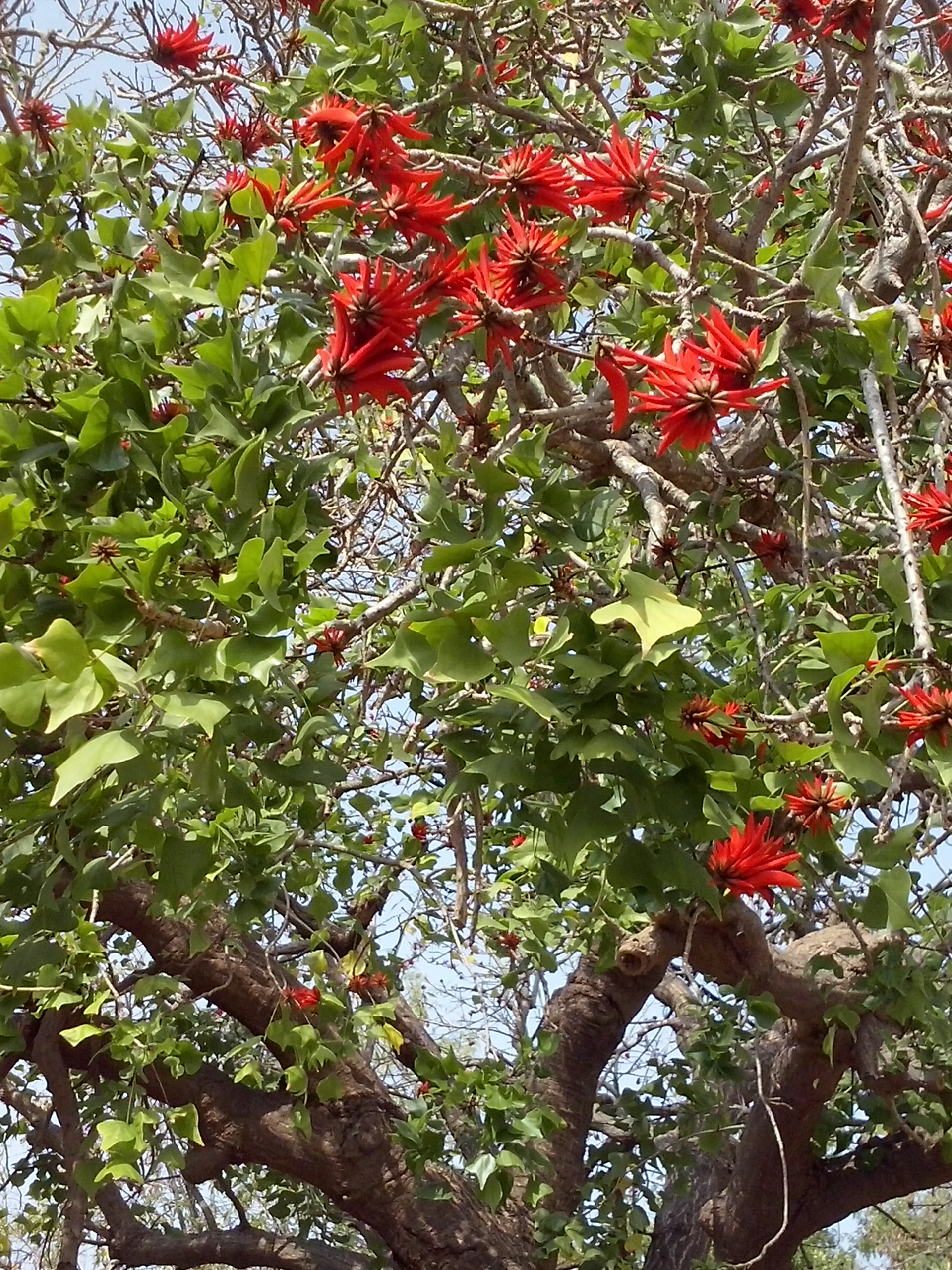
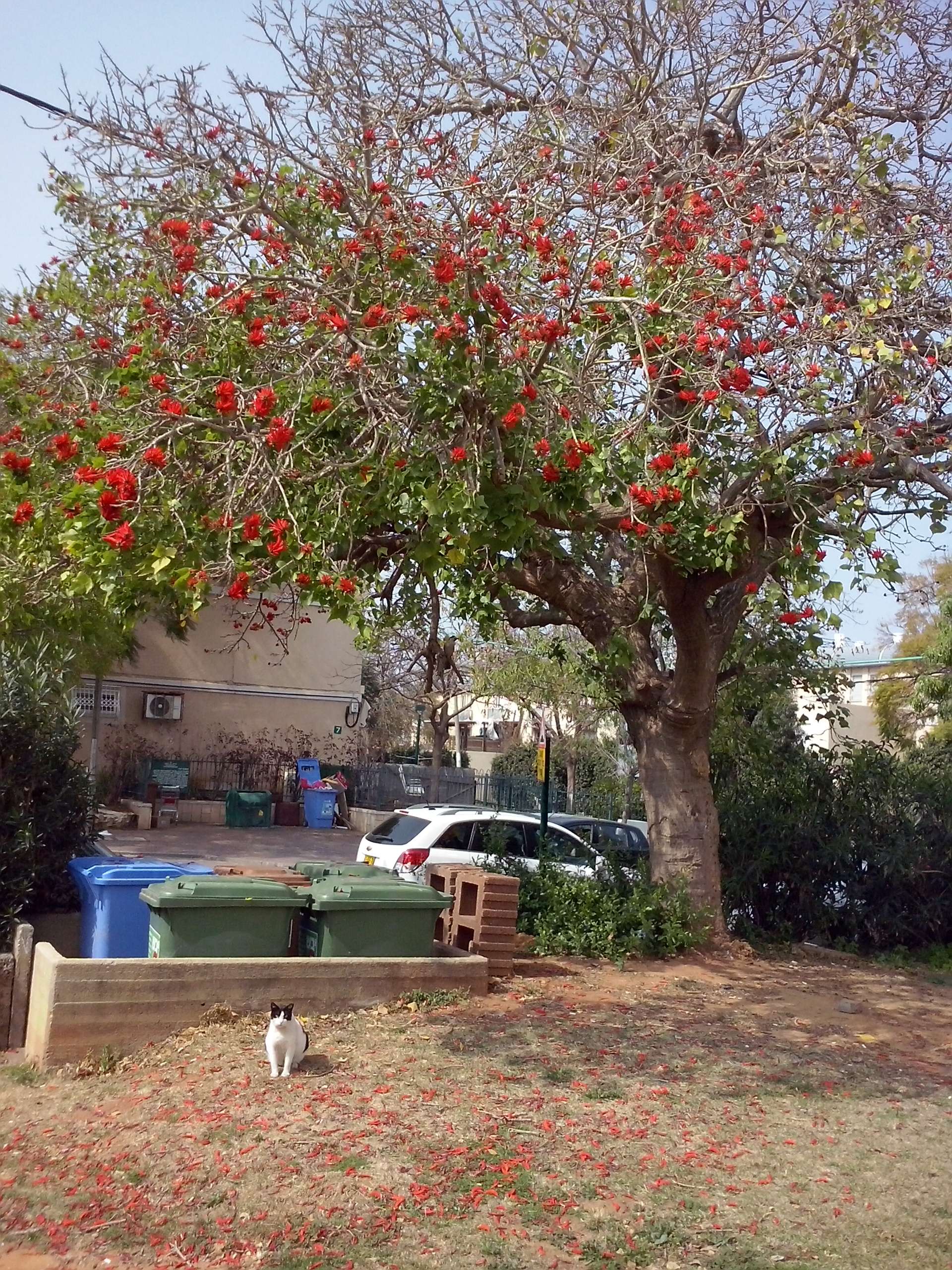